# Rhomphaea sagana
Rhomphaea sagana là một loài nhện trong họ Theridiidae.
Loài này thuộc chi Rhomphaea. Rhomphaea sagana được miêu tả năm 1906 bởi Dönitz & Embrik Strand.